# 아 파보리타
《아 파보리타》(포르투갈어: A Favorita)는 2008년부터 2009년까지 방영된 브라질의 텔레노벨라이다.